# Parcul Național Istoric Haitian
Parcul Național Istoric se află în comuna haitiană Milot, în nordul țării la aproximativ 27 km de orașul Cap-Haïtien. Ansamblul Istoric cuprinde: palatul Sans Souci, cetatea Laferrière și clădirile Ramiers. A fost declarat Patrimuniu al Umanității de către UNESCO în 1982. 

## Palatul Sans Souci
Palatul a fost înălțat între anii 1810 și 1813 și a fost folosit ca reședință regală de către Henri I, sclav eliberat care a luptat în războiul de independență, apoi președinte ca în final să ajungă rege al acestei țări. Sans souci în limba franceză se traduce prin Fără griji În urma cutremurului din 1842, palatul a fost în mare parte distrus și nu a mai fost niciodată reconstruit. Înainte de cutremur palatul era considerat un Versailles al Caraibelor.

## Cetatea Laferrière
Cunoscută de către localnici ca La Citadelle și este așezată la o altitudine de 900 metri. La Citadelle este cea mai mare cetate de pe continentul american și din emisfera occidentală. Cetatea este unul dintre principalele destine turistice ale țării, atrăgând anual numeroși turiști. 
Cetatea a fost clădită între anii 1905 și 1820 de către 20.000 de muncitori la ordinul regelui Henri Christophe, ca parte a unui plan de apărare a noii țări independente în fața unor eventuale atacuri ale Franței. În interiorul castelului încă mai există depozitate ghiulelele de tun din acea vreme. 
În mortarul prin care s-au îmbinat pietrele acestei mărețe cetăți s-a adăugat sânge de vacă și capră, care au fost jertfite pentru ca duhurile și zeitățile religiei vudu să dea putere și protecție clădirii. 
Ca și palatul Sans Souci și cetatea a fost destul de puternic afectată de cutremurul din 1842.

## Ramiers
Clădirile Ramiers au fost construite în timpul lui Henri Christophe și reprezintă unul dintre simbolurile de libertate ale haitienilor fiind construite imediat după ieșirea din robie ale sclavilor negri din această țară.

## Imagini

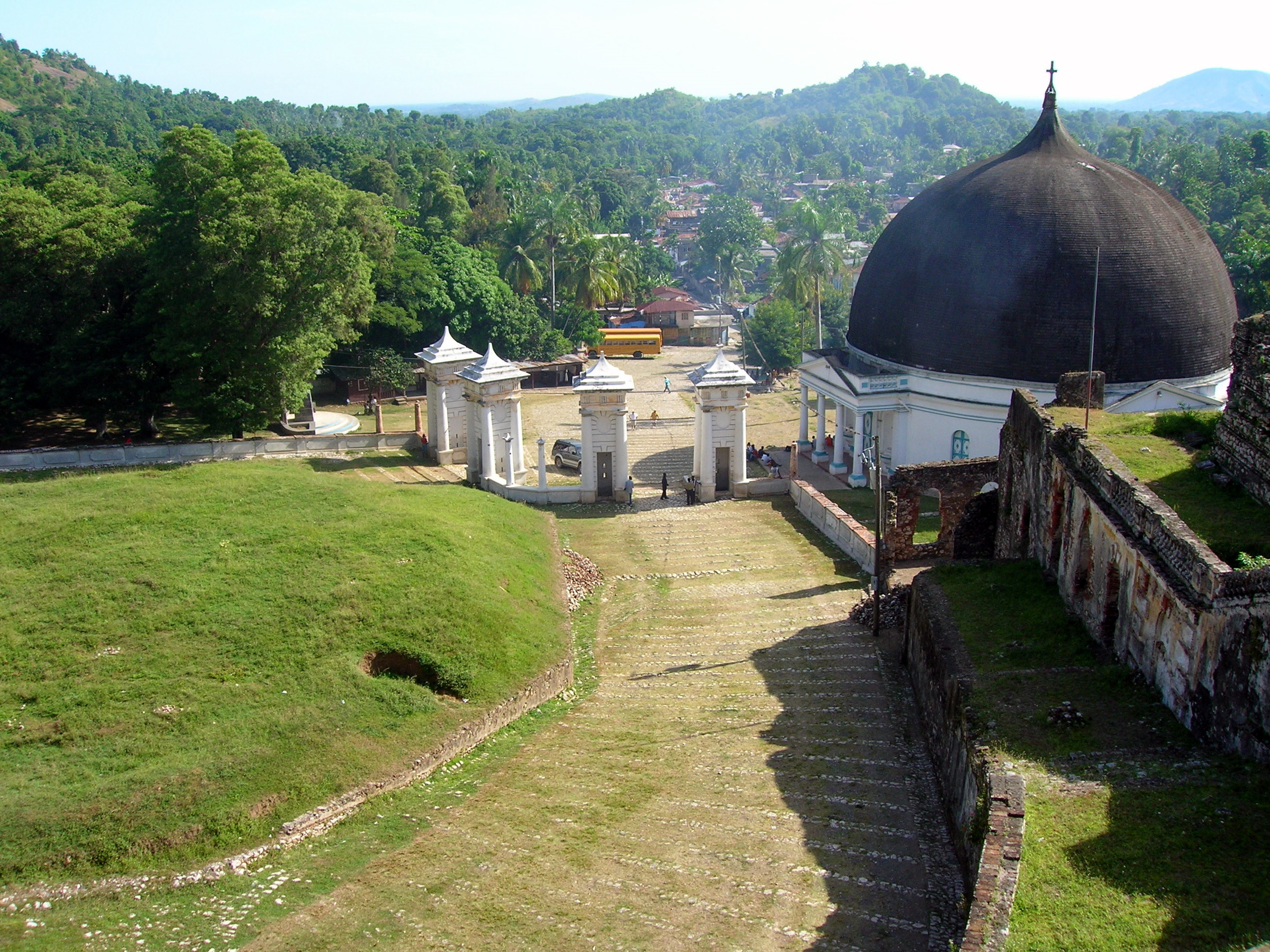
Vedere dinspre palat, intrarea şi comuna Milot
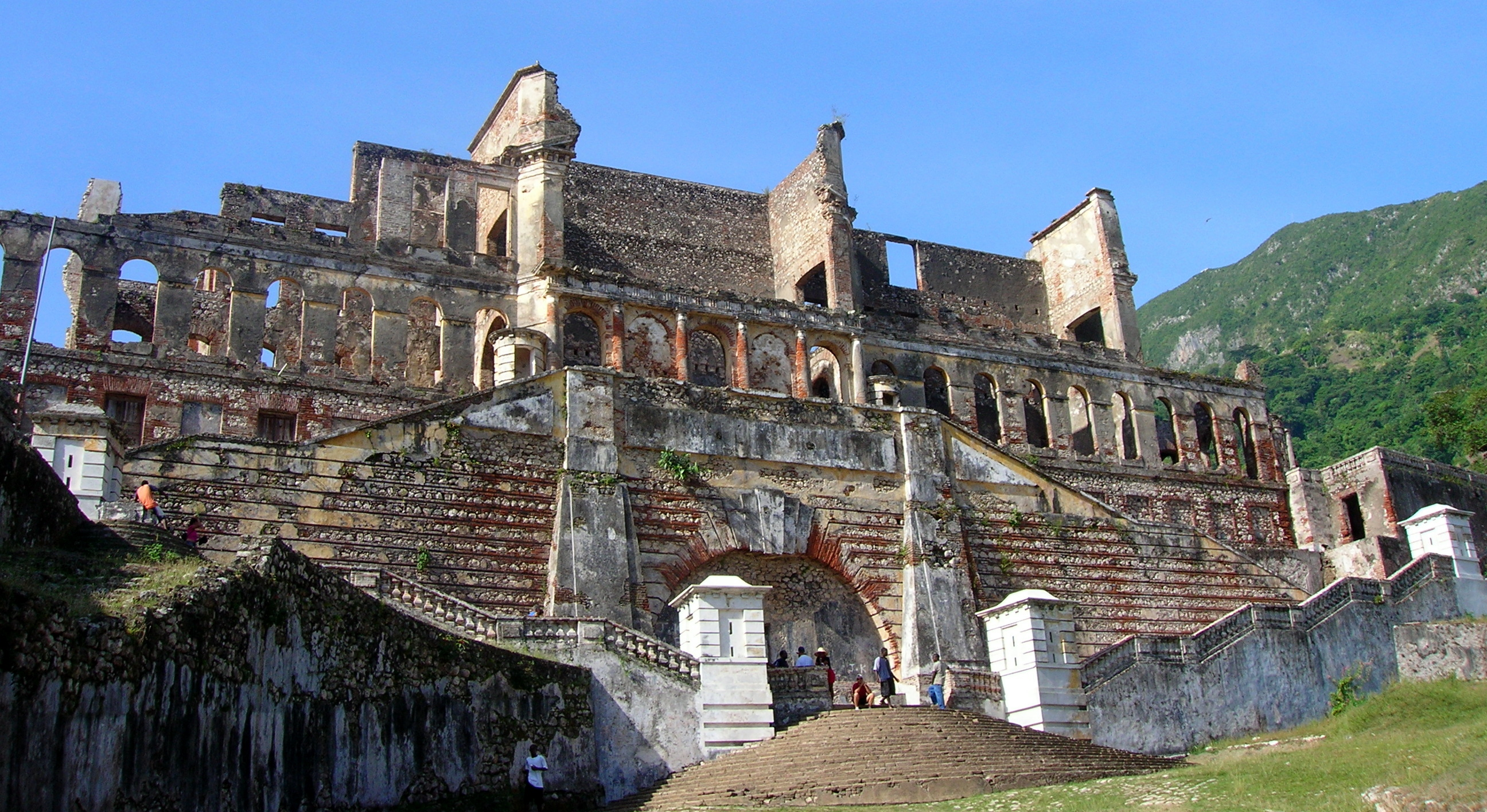
Palatul Sans Souci
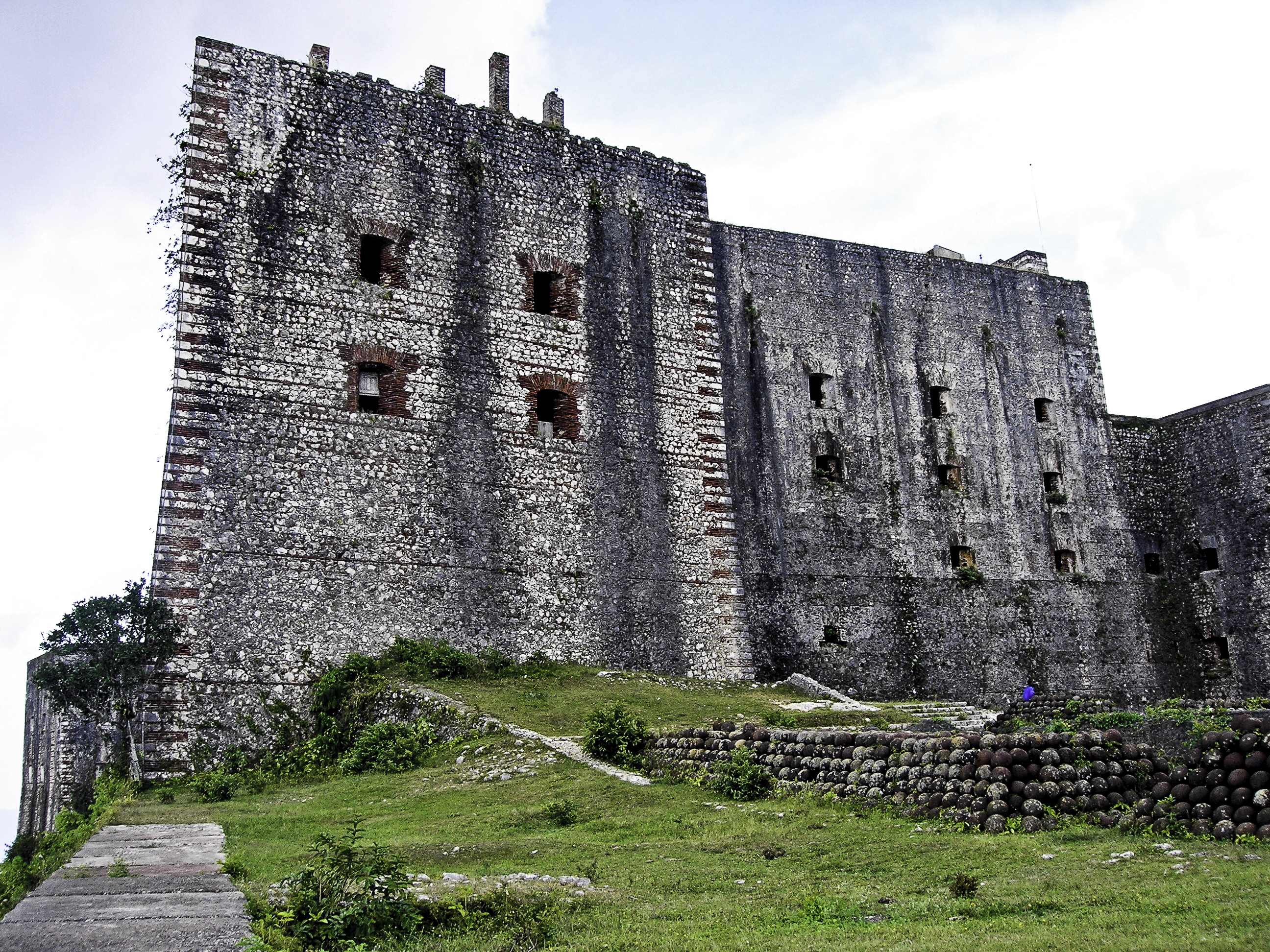
Zidurile cetăţii Laferrière
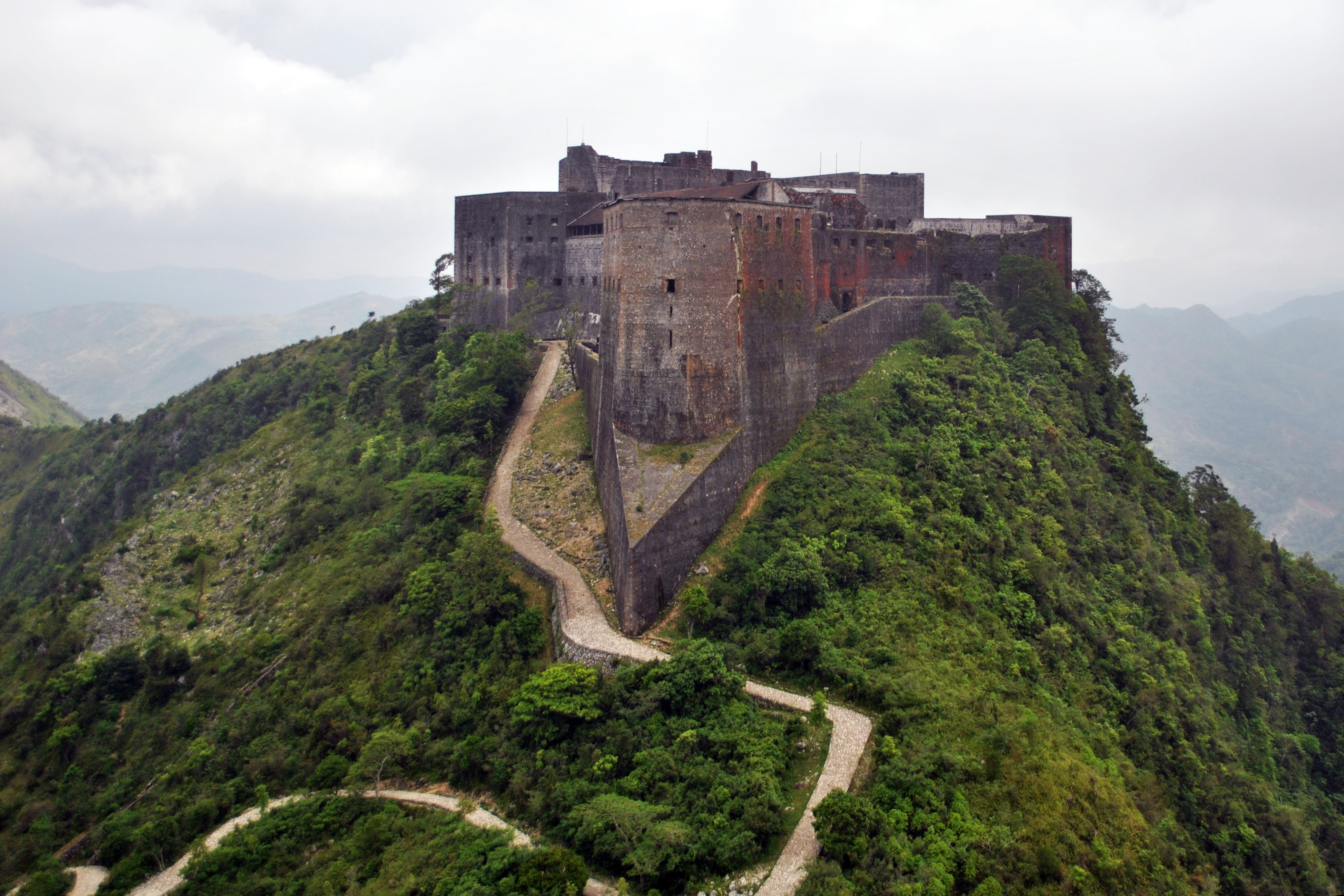
La Citadelle, vedere aeriană
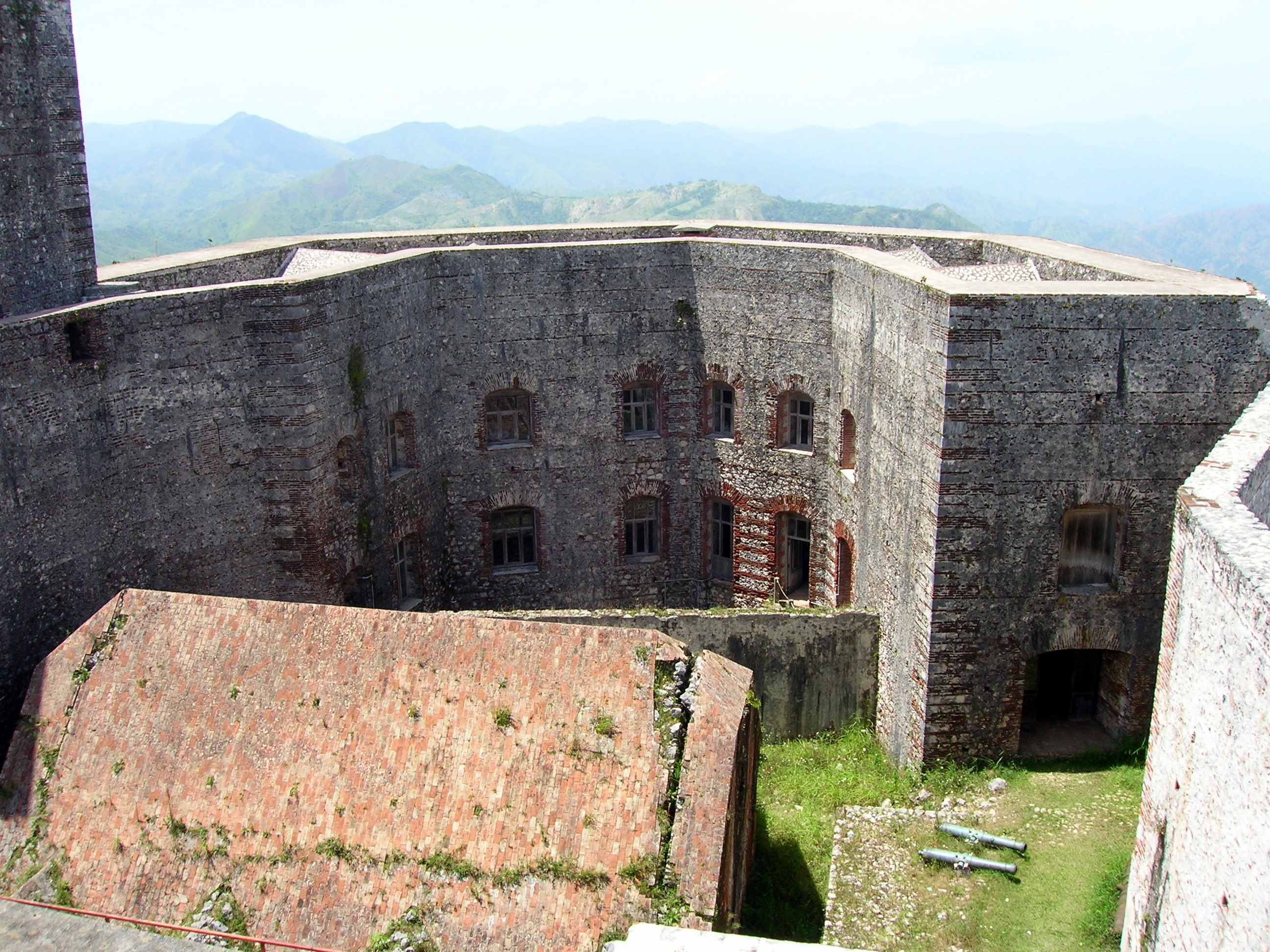
Curtea interioară a cetăţii
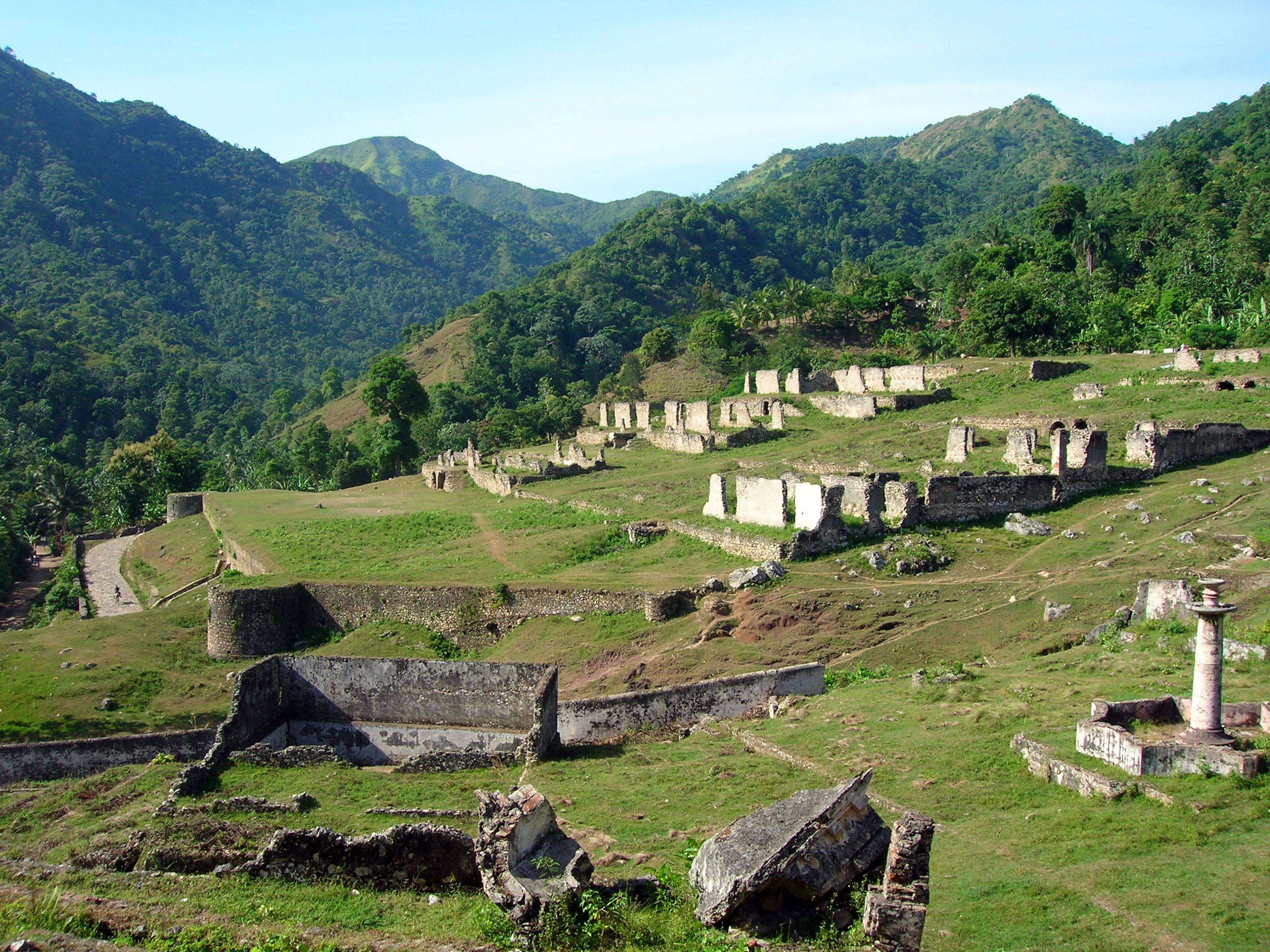
Rămăşiţele grădinilor de la Sans Souci